# Дамучо (Кјети)
Дамучо (итал. Damuccio) је насеље у Италији у округу Кјети, региону Абруцо.
Према процени из 2011. у насељу је живело 172 становника. Насеље се налази на надморској висини од 15 м.